# تپه تاوه قران
تپه تاوه قران در شهرستان سقز، بخش مرکزی، روستای تاوه قران واقع شده و این اثر در تاریخ ۱۰ دی ۱۳۸۱ با شمارهٔ ثبت ۶۸۴۹ به‌عنوان یکی از آثار ملی ایران به ثبت رسیده است.